# Carlota Jaramillo
Carlota Jaramillo (Calacalì, 9 luglio 1904 – Quito, 10 dicembre 1987) è stata una cantante ecuadoriana.
È soprannominata nel suo paese "la regina della canzone nazionale" o "la regina del pasillo". 

## Biografia
María Isabel Carlota Jaramillo, meglio conosciuta come Carlota Jaramillo, ha sposato l'attore, cantante, compositore e agente artistico Jorge Araujo Chiriboga (autore tra l'altro del famoso pasillo "Sendas distintas", composto appunto per Carlota Jaramillo) con il quale ha avuto due figli.
Le sue interpretazioni, in particolare i "pasillos, hanno incontrato nel suo paese un grande successo, ad esempio titoli e melodie come La ingratitud, Sombras, Honda pena, Sendas distintas (1942) o ancora Para mi tus recuerdos.

## Omaggi
Un museo è a lei dedicato nella sua città natale a Calacalí, non lontano da Quito.
È stata anche eretta una scultura che la rappresenta.